# 馬を売る女
『馬を売る女』（うまをうるおんな）は、松本清張の小説。「黒の線刻画」第3話として『日本経済新聞』に連載され（1977年1月9日 - 4月6日付）、1977年9月に中短編集『馬を売る女』収録の表題作として、文藝春秋から刊行された。連載時のタイトルは「利」。
1978年・1982年にテレビドラマ化されている。

## あらすじ
日東商会の社長・米村重一郎は5年前から競馬に凝っており、電話で馬主仲間と競走馬の情報を交換していた。が、その電話は、社長秘書の星野花江に盗聴されていた。花江はその情報を元に、会員制の競馬予想ビジネスを行い、将来に備えた資金を稼いでいた。不器量な彼女に結婚の見込みはなく、親しい友人もいなかった。電話の盗聴に感づいた重一郎は、日東商会の孫請け会社の八田英吉に調査を依頼する。英吉の提案で、重一郎はニセの競走馬情報を流すよう手配した。
競馬予想が不振に陥った花江は、気落ちしているように見えた。英吉は江戸川区まで花江を尾行し、得意なパチンコの話を契機に花江に接近する。資金繰りの苦しい英吉は、花江の貯めた金に目をつけ、彼女と関係を結んだ後、花江の貯めた金を大量に借り始めた。花江は実際、英吉によって初めて女の歓びを知った。しかし、英吉への貸金が累積し、生活設計が狂ったことに気づき、花江は愕然とする。英吉は返済を先延ばしにしていたが、花江の請求が激しくなったため、彼女への殺意をかためる。

## エピソード
本作に登場する競馬の馬主の情報を売る秘書には、実在のモデルがあり、著者が梓林太郎から聞いた話がもとになっている。梓の知り合いのT産業（不動産業）社長は、競走馬の馬主であり、競馬開催の前日、自分の客に、勝ち馬順位の情報を電話で流していた。T産業にはA子という32歳の社長秘書がいたが、ある時から社長はA子の盗聴を疑い、知人に調べさせた。その結果、A子は独自に会員を作り、競馬の情報を有料で提供、さらに、埼玉県浦和市（現在の埼玉県さいたま市南区）内のうなぎ専門店Kで、自分の客を接待していたことが判明した。A子は独身、色白で無表情な女性であったが、貯めた資金によって、東京都世田谷区内にマンションを購入していたという。

## テレビドラマ

### 1978年版
「松本清張おんなシリーズ・馬を売る女」。1978年4月9日、TBSの「東芝日曜劇場」枠（21:00 - 21:55）にて放映。視聴率20.2％（ビデオリサーチ調べ、関東地区）。

#### キャスト
- 星野花江：倍賞千恵子
- 八田英吉：財津一郎
- 米村重一郎：渡辺文雄
- 石山輝夫
- 佳島由季
- 久松保夫
- 村瀬正彦
- 田中信夫
- 坂井寿美江
- 和久井節緒
- 岡崎夏子
- 鈴木正幸
- 北島泰年

#### スタッフ
- 脚本：服部佳
- プロデューサー：石井ふく子
- 監督：宮武昭夫
- 制作：TBS

| TBS系列 東芝日曜劇場                        | TBS系列 東芝日曜劇場                            | TBS系列 東芝日曜劇場                          |
| 前番組                                      | 番組名                                          | 次番組                                        |
| ------------------------------------------- | ----------------------------------------------- | --------------------------------------------- |
| 松本清張おんなシリーズ1 張込み （1978.4.2） | 松本清張おんなシリーズ2 馬を売る女 （1978.4.9） | おんなの家 （脚本：橋田壽賀子） （1978.4.16） |

### 1982年版
「松本清張の馬を売る女」。1982年10月23日、TBSの「ザ・サスペンス」枠（21:02-22:53）にて放映。視聴率19.3％（ビデオリサーチ調べ、関東地区）。DVD化されている（DVDタイトルは「松本清張サスペンス・馬を売る女」）。

#### キャスト
- 星野花江（ニットー玩具社長秘書）：風吹ジュン
- 八田英吉（八田玩具社長）：泉谷しげる
- 八田直子（英吉の妻）：松本留美
- 米村重一郎（ニットー玩具社長）：高橋昌也
- 山崎（ニットー玩具人事部長）：仲谷昇
- 佐藤（花江を唆した男）：西田健
- 花江の情報客：平泉征
- 滝沢（渋川厩舎）：三谷昇
- 佐田（競走馬の獣医）：平野稔
- 刑事：勝部演之
- ニットー玩具係長（花江から借金）：伊藤正博
- 銀行員：須永慶
- 花江の情報客の仲間：田村勝彦
- 花江の情報客の仲間：神谷和夫
- 花江の情報客の仲間：鷹尾秀敏
- 花江の情報客の仲間：仲恭司
- 花江の情報客の仲間：笠松長麿
- 花江の同期社員（結婚退社）：梅沢昌代
- ニットー玩具社員：峰健太
- ニットー玩具社員：近江信行
- ニットー玩具社員：菊地かおり
- ニットー玩具社員：黒田文子
- 競馬新聞売店員：岸井あや子
- コロッケ屋：上野綾子
- 黒田刑事：高松誠
- 英吉の息子：小林健一
- 英吉の娘：伊藤与志子

#### スタッフ
- 企画：春日千春、樋口祐三
- 構成：一色伸幸
- 脚本：国弘威雄
- プロデューサー：小林重隆、金川克斗志
- 監督：井上昭
- 音楽：小六禮次郎
- 撮影：原秀夫
- 美術：川崎軍二
- 助監督：内藤忠司
- 制作：大映テレビ、TBS、霧プロダクション

| TBS系列 ザ・サスペンス                                      | TBS系列 ザ・サスペンス              | TBS系列 ザ・サスペンス                                       |
| 前番組                                                      | 番組名                              | 次番組                                                       |
| ----------------------------------------------------------- | ----------------------------------- | ------------------------------------------------------------ |
| 45回転の殺人 （原作：ボアロ&ナルスジャック） （1982.10.16） | 松本清張の馬を売る女 （1982.10.23） | 港町殺人ブルース （原作：W・P・マッギバーン） （1982.10.30） |